# 少了我，很空虛
〈少了我，很空虛〉是美國歌手Eminem的單曲，由Shady Records、Aftermath Entertainment及新視鏡唱片於2002年5月13日發行，收錄在Eminem第四張錄音室專輯《阿姆秀》。